# Революционное правительство Республики Индонезии
Революционное правительство Республики Индонезия (индон. Pemerintah Revolusioner Republik Indonesia/PRRI) — правительство, образованное в результате антисукарновского восстания индонезийской армии в 1958 году.

## Причины и ход восстания
К 1958 году внутри индонезийской армии шла борьба между различными группировками, часть из которых требовали предоставления автономии некоторым регионам страны, в частности Суматре. К моменту начала антиправительственного восстания не все из этих требований были выполнены.
15 февраля 1958 года подполковник Ахмад Хуссейн (индон. Ahmad Hussein) в Букитингги объявил о создании Революционного правительства Республики Индонезия и о переходе к нему всей власти в стране. Возглавил правительство Шафруддин Правиранегара. Восставших поддержали местные правительства регионов Суматры:
- Dewan Banteng — правительство Центральной Суматры, возглавляемое подполковником Ахмадом Хуссейном.[2]
- Dewan Gajah — правительство Восточной Суматры, возглавляемое полковником Маулуддином Симболоном (индон. Mauluddin Simbolon), главнокомандующим местными армейскими подразделениями на Суматре.
- Dewan Garuda — правительство Южной Суматры, возглавляемое подполковником Барлианом (индон. Barlian).

Также мятежникам тайно помогало ЦРУ.
Правительство в Джакарте немедленно послало войска для подавления восстания, одновременно три его организатора были уволены из армии. Начальник штаба индонезийской армии Абдул Харис Насутион объявил о том, что территориальные армейские подразделения на Суматре переходят под его непосредственное командование. В мае 1958 года большая часть острова вновь перешла под контроль правительственных войск, правительственной армии досталось большое количество оружия, оставленного повстанцами. Отряды мятежников ушли в горы, перейдя к партизанской войне, которая продолжалась до октября 1961 года.